# Instituto do Desporto de Hong Kong
O Instituto do Desporto de Hong Kong (em inglês:  Hong Kong Sports Institute; chinês tradicional: 香港體育學院, chinês simplificado: 香港体育学院, pinyin: Xiānggǎng Tǐyù Xuéyuàn) é uma instituição desportiva localizada em Fo Tan, no distrito de Sha Tin em Hong Kong, que tem como objetivo formar os atletas e também oferecer qualificação académica no domínio do treino desportivo. O instituto patrocina os atletas de elite e treina-os como funcionários a tempo integral, com base nos seus talentos e potenciais. O campus situa-se no aterro à margem do rio Shing Mun, próximo do Hipódromo de Sha Tin. 

## História

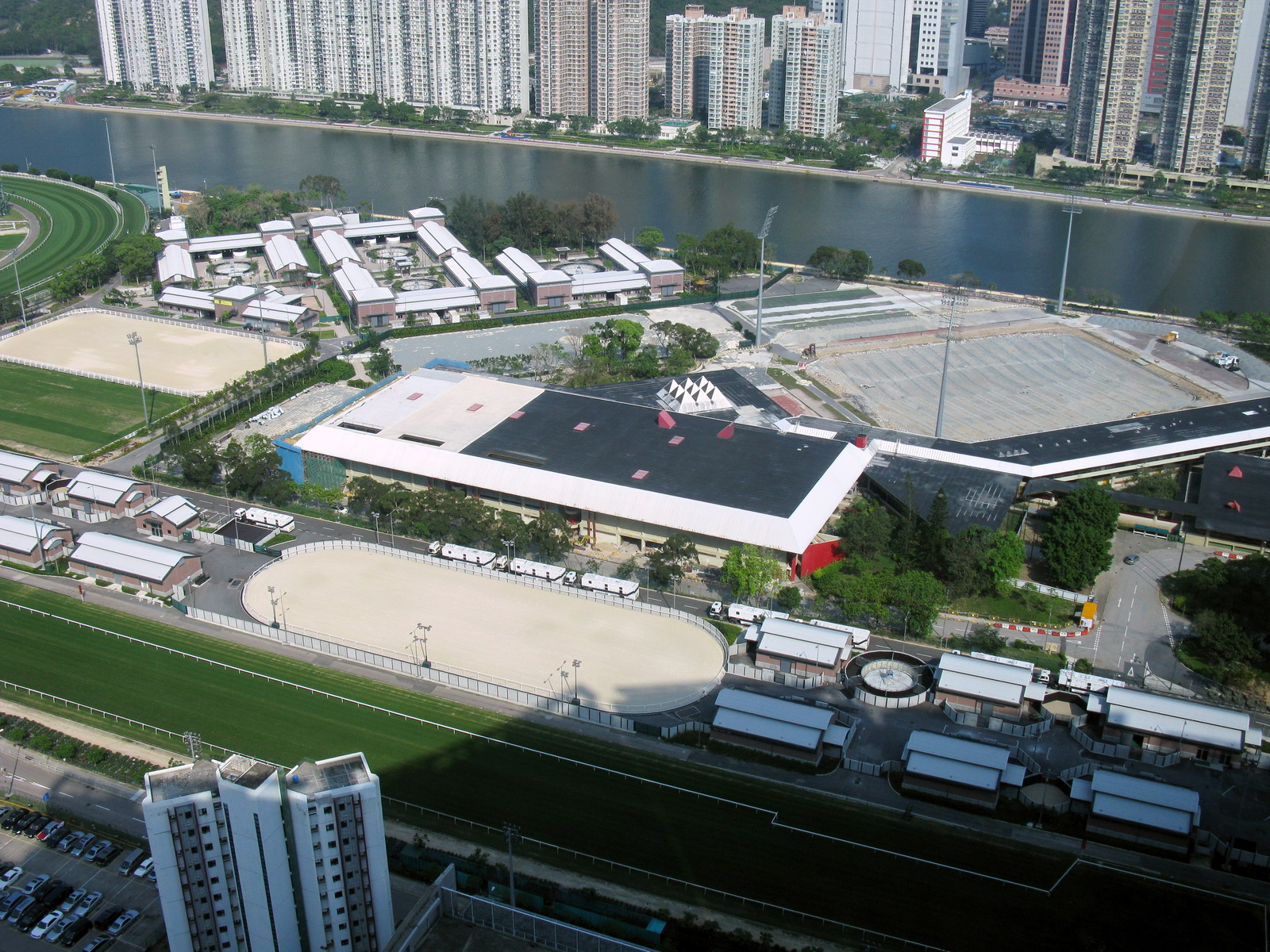
Vista aérea do Instituto do Desporto de Hong Kong.

Anteriormente designado por Centro Desportivo do Jubileu (em inglês:  Jubilee Sports Centre, em chinês:  銀禧體育中心, JSC), o instituto foi criado para fornecer "treino e formação de alto nível para os atletas promissores e proeminentes", com ênfase na formação dos atletas jovens e no fornecimento de uma grande variedade de atividades e programas. O regulamento do Centro Desportivo do Jubileu foi aprovado em 1977. O presidente do conselho de administração do Centro Desportivo do Jubileu e sir Alberto Rodrigues declarou em 1977: "não vemos nenhum desporto descartado" e esclareceu que o objetivo era melhorar as normas desportivas no território e que o centro passaria a procurar os atletas qualificados para fornecer-lhes formação contínua.
Uma área de quarenta e um acres ao lado do recente Hipódromo de Sha Tin foi escolhida e a construção foi financiada conjuntamente pelo Real Jóquei Clube de Hong Kong e pelo governo, com o apoio adicional do Fundo do Jubileu de Prata da Rainha (em inglês:  Queen's Silver Jubilee Fund). O Centro Desportivo do Jubileu foi inaugurado por Eduardo, Duque de Kent em 1982, que era gerido inicialmente pelo Jóquei Clube de Hong Kong.
Em 1986, o Jóquei Clube de Hong Kong procurou tornar o Centro Desportivo do Jubileu e o Ocean Park em entidades independentes, de acordo com o conselho do governo para centrar-se nas atividades relacionadas à corrida após a dopagem, de modo a resolver os escândalos e a própria política do clube para "deixar as responsabilidades da gestão para um órgão independente, para que os projetos financiados pelo clube possam funcionar com os seus próprios recursos". Na altura, o Ocean Park obteve lucros de cerca de um milhão de dólares de Hong Kong por ano, enquanto que o Clube Desportivo do Jubileu operava com défice. Estes custos operacionais foram cobertos pelo Jóquei Clube, a maior instituição filantrópica de Hong Kong. O controlo financeiro foi transferido do Jóquei Clube de Hong Kong para o conselho de administração do Centro Desportivo do Jubileu e o clube pagou ao centro um subsídio de trezentos e cinquenta milhões de dólares de Hong Kong, para cobrir as despesas de funcionamento até 2007. Em 1991, foi noticiado que o centro encontrava-se na via de esgotar estes fundos "bem antes" de 2007.
Em 1989, o Conselho Executivo de Hong Kong recomendou a criação do Instituto do Desporto de Hong Kong para reforçar a formação atlética no território e "que para apoiar esses objetivos, o Centro Desportivo do Jubileu deverá ser transformado no Instituto do Desporto de Hong Kong". O secretário para os Assuntos Internos Peter Tsao, avançou com a lei sobre a alteração da designação do Centro Desportivo do Jubileu ao Conselho Legislativo de Hong Kong em fevereiro de 1991, a fim de "de refletir mais exatamente o seu papel na promoção do desporto". O centro foi rebatizado como "Instituto do Desporto de Hong Kong" no mesmo ano.
Os eventos equestres dos Jogos Olímpicos de Verão de 2008 foram realizados nas Arenas Equestres de Sheung Yue e Sha Tin, localizadas no instituto. Para dar lugar aos Jogos Olímpicos, o Instituto do Desporto de Hong Kong teve de ser realojado temporariamente a Mocidade da Aldeia de Wu Kai Sha da Associação Cristã da Mocidade (YMCA) em janeiro de 2007 e o Jóquei Clube de Hong Kong assumiu o local para prepará-lo para a competição.

## Expansão recente
Nos relatórios das linhas de ação governativa de 2006 e 2007, o Chefe do Executivo de Hong Kong anunciou que uma das principais medidas do Instituto do Desporto de Hong Kong era "fornecer estruturas de formação de qualidade mundial para os atletas de elite de Hong Kong". Em 2008, o governo atribuiu $1,8 mil milhões para esta remodelação. Novas instalações foram construídas nos anos seguintes e os recintos existentes foram remodelados.
O velódromo ao ar livre que se localizava ao lado do curso de água de Fo Tan, foi desmantelado. No seu lugar, foi erguido o edifício principal de nove andares para abrigar escritórios, pousadas para os atletas locais e os visitantes, cantinas, salas de seminário e de conferências, um auditório com capacidade para quatrocentas pessoas e outras instalações auxiliares relacionadas. O edifício foi inaugurado em 2013. Para subsitutir a pista ciclável, um velódromo temporário foi construído em Whitehead, Wu Kai Sha, para servir os atletas, até o Velódromo de Hong Kong ser inaugurado na cidade planeada de Tseung Kwan O em 2014.
A piscina existente de vinte e cinco metros foi integrada à nova piscina olímpica, com os dois recintos sendo integrados num único complexo coberto. No extremo norte do campus foi construído um novo centro desportivo multifuncional, que abriga uma nova pista de bólingue, campo de squash e um centro de formação em artes marciais. A empresa responsável pela remodelação do Instituto do Desporto de Hong Kong foi a Palmer & Turner Architects & Engineers Ltd.

## Complexos desportivos
- Pista de ciclismo e corrida
- Campo de futebol e râguebi
- Pista coberta de aquecimento com tamanho de centro e vinte metros
- Piscina olímpica coberta
- Piscina coberta de vinte e cinco metros
- Campos de squash
- Centro de bólingue com doze pistas
- Centro de formação em artes marciais
- Campos de boccia
- Campo de badmínton
- Campos de ténis
- Campo de ténis de mesa
- Centro de remo
- Sala de esgrima
- Laboratórios de ciência desportiva
- Clínicas de medicina desportiva
- Centro de preparação física

## Transporte
O instituto está interligado com a Estação de Fo Tan na Linha da Rede Leste do Metropolitano de Hong Kong, através de uma ponte pedonal que atravessa a Estrada de Tai Po. Também se encontra acessível através da extensa rede de pistas cicláveis que abrangem o território de Sha Tin.